# General Almada
Pour les articles homonymes, voir Almada (homonymie).
General Almada est une localité rurale argentine située dans le département de Gualeguaychú et dans la province d'Entre Ríos.

## Démographie
La population de la ville, c'est-à-dire à l'exclusion de la zone rurale, était de 228 habitants en 1991 et 194 en 2001. La population de la juridiction du conseil d'administration était de 309 habitants en 2001.

## Histoire
Le conseil d'administration a été créé par le décret no 4080/1979 MGJE du 2 novembre 1979 et ses limites juridictionnelles ont été fixées par le décret no 3813/1987 MGJ du 17 juillet 1987.

## Gare
La gare de General Almada appartient au chemin de fer General Urquiza, sur la ligne secondaire Faustino M. Parera - Gualeguaychú. Elle n'est plus en service depuis le 1er juillet 1993. Elle est située entre les gares de Faustino M. Parera et Palavecino.